# Warwara Alexandrowna Flink
Warwara Alexandrowna Flink (russisch Варвара Александровна Флинк, engl. Transkription Varvara Flink; * 13. Dezember 1996 in Moskau) ist eine russische Tennisspielerin.

## Karriere
Flink begann mit neun Jahren das Tennisspielen und ihr bevorzugter Spielbelag ist der Sandplatz. Sie spielt vorrangig Turniere der ITF Women’s World Tennis Tour, wo sie bereits sechs Titel im Einzel und zwei im Doppel gewinnen konnte.
Sie spielte ihr erstes Profiturnier im Januar 2011 in Plantation, Florida. 2013 gewann Flink die Orange Bowl. 2016 erreichte sie ihre ersten drei Finals, von denen sie allerdings keines gewinnen konnte. Im Finale des mit 50.000 US-Dollar dotierten Abierto Tampico unterlag sie Sofja Schuk mit 4:6 und 3:6. Im Mai 2017 gelang ihr der erste Titelgewinn bei dem mit 15.000 US-Dollar dotierten Turnier in Antalya.
Flink debütierte auf der WTA Tour 2012 beim Baku Cup, wo sie in der ersten Runde des Dameneinzels gegen Tamarine Tanasugarn 6:3, 3:6 und 2:6 verlor. Im Doppel erreichte sie mit Partnerin Patricia Mayr-Achleitner das Viertelfinale, wo sie Eva Birnerová und Alberta Brianti mit 4:6 und 2:6 unterlagen.

## Turniersiege

### Einzel
| Nr. | Datum           | Turnier   | Kategorie   | Belag             | Finalgegnerin         | Ergebnis      |
| --- | --------------- | --------- | ----------- | ----------------- | --------------------- | ------------- |
| 1.  | 21. Mai 2017    | Antalya   | ITF $15.000 | Sand              | María Lourdes Carlé   | 6:4, 7:65     |
| 2.  | 8. April 2018   | Antalya   | ITF $15.000 | Sand              | Nina Potočnik         | 6:4, 6:4      |
| 3.  | 14. April 2018  | Schymkent | ITF $15.000 | Sand              | Gösäl Ainitdinowa     | 6:0, 2:6, 6:0 |
| 4.  | 21. April 2018  | Schymkent | ITF $15.000 | Sand              | Polina Golubovskaya   | 6:0, 6:3      |
| 5.  | 19. August 2018 | Leipzig   | ITF $25.000 | Sand              | Julia Grabher         | 6:3, 6:2      |
| 6.  | 27. Januar 2019 | Kasan     | ITF $25.000 | Hartplatz (Halle) | Anastassija Gassanowa | 6:2, Aufgabe  |

### Doppel
| Nr. | Datum            | Turnier             | Kategorie      | Belag     | Partnerin               | Finalgegnerinnen                    | Ergebnis  |
| --- | ---------------- | ------------------- | -------------- | --------- | ----------------------- | ----------------------------------- | --------- |
| 1.  | 2. November 2012 | Monastir            | ITF $10.000    | Hartplatz | Jaimy-Gayle van De Wal  | Valeria Podda Lisanne van Riet      | 6:3, 6:2  |
| 2.  | 3. Oktober 2015  | Scharm asch-Schaich | ITF $10.000    | Hartplatz | Veronica Miroshnichenko | Jaqueline Cabajawad Martina Přádová | 6:3, 6:4  |
| 3.  | 14. August 2022  | Concord             | WTA Challenger | Hartplatz | Coco Vandeweghe         | Peangtarn Plipuech Moyuka Uchijima  | 6:3, 7:63 |

## Abschneiden bei Grand-Slam-Turnieren

### Einzel
| Turnier         | 2019 | 2020 | 2021 | 2022 | Karriere |
| --------------- | ---- | ---- | ---- | ---- | -------- |
| Australian Open | Q2   | Q2   | —    | —    | —        |
| French Open     | Q1   | —    | Q1   | Q1   | —        |
| Wimbledon       | 2    |      | Q2   | —    | 2        |
| US Open         | Q2   | —    | —    | Q2   | —        |

Zeichenerklärung: S = Turniersieg; F, HF, VF, AF = Einzug ins Finale / Halbfinale / Viertelfinale / Achtelfinale; 1, 2, 3 = Ausscheiden in der 1. / 2. / 3. Hauptrunde; Q1, Q2, Q3 = Ausscheiden in der 1. / 2. / 3. Qualifikationsrunde; nicht ausgetragen